# Zhongsha-eilanden

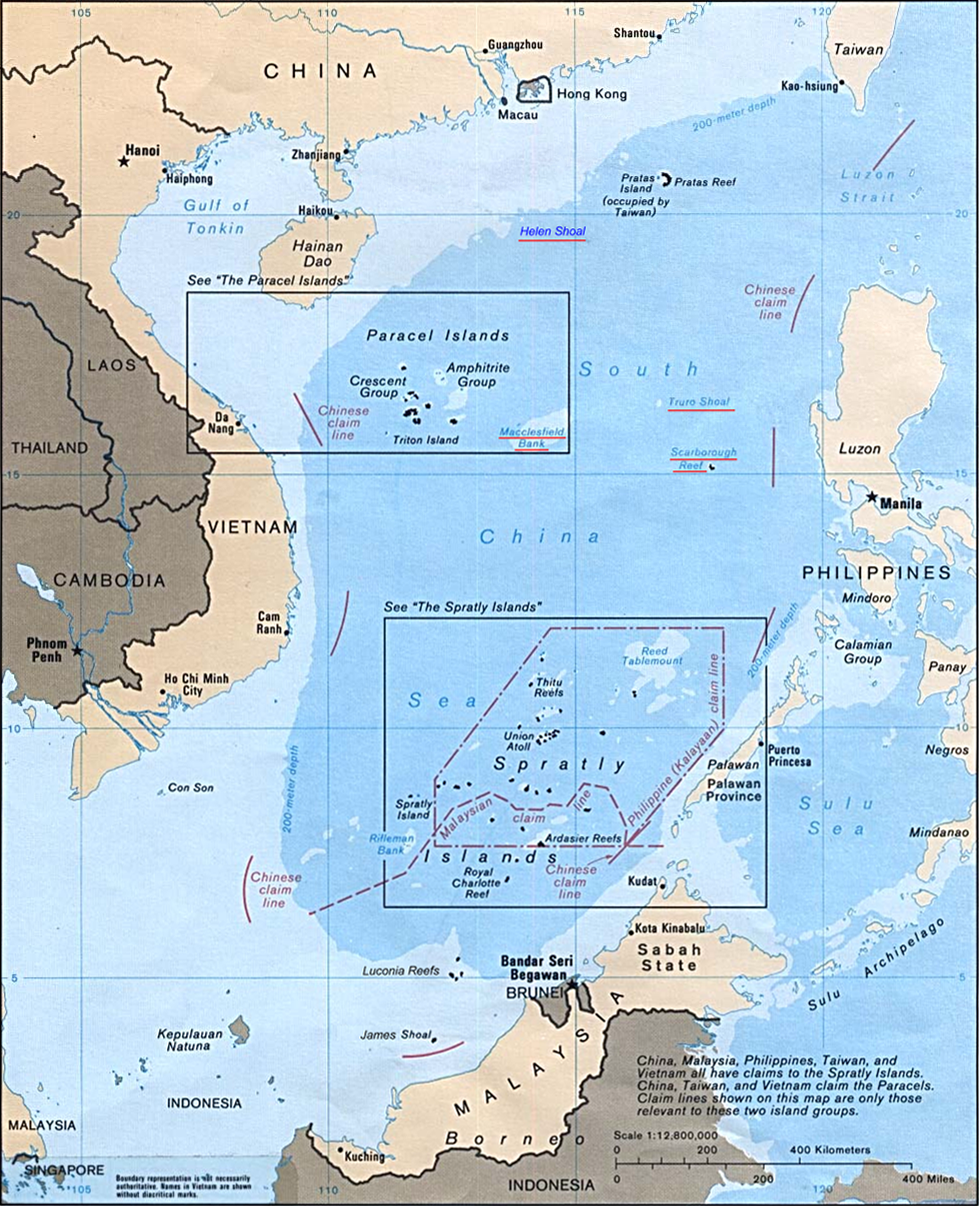
Zuid-Chinese Zee met de Zhongsha-eilanden

De Zhongsha-eilanden (Chinees: 中沙群島 Pinyin: Zhongsha Qundao; Vietnamees: Quần đảo Trung Sa, te vertalen als "Centrale Zandeilanden"), ook wel de Macclesfield Bank genoemd, zijn een groep van onderwaterriffen en zandbanken, die samen een verlengd gezonken atol vormen. Ze maken deel uit van de Nanhai-eilanden.
De eilanden bevinden zich ten oosten van de Paraceleilanden. Het atol is 130 kilometer lang, en op zijn breedste plekken 70 kilometer breed. In totaal bestrijkt het atol een gebied van 6448 km². De eilanden zijn onbewoond. Wel staan ze bekend als geschikte visgrond, maar navigatie tussen de eilanden is lastig vanwege het ondiepe water.
Zowel de Volksrepubliek China, Republiek China als de Filipijnen claimen de Zhongsha-eilanden als hun grondgebied.